# 佛羅倫斯 (明尼蘇達州)
佛羅倫斯是一個位於美國明尼蘇達州萊昂縣的城市。

## 歷史
佛羅倫斯於1888年設立，翌年設立郵局。此地得名自當地首位定居者的女兒佛羅倫斯·舍曼（Florence Sherman）。

## 人口
根據2020年美國人口普查的數據，佛羅倫斯的面積為0.71平方千米，皆為陸地。當地共有人口28人，而人口密度為每平方千米39人。